# Молния (фильм, 1952)
«Молния» (яп. 稲妻: инадзума) — японский чёрно-белый фильм-драма режиссёра Микио Нарусэ, вышедший на экран в 1952 году. Фильм снят по роману писательницы Фумико Хаяси. Кинолента показывает взгляд Нарусэ на жизнь через множество женских переживаний. Портрет девушки, которая преодолевает неопределенность своих идей, чтобы найти свой собственный образ жизни на фоне послевоенной Японии.  

## Сюжет
Героине фильма Киоко 23 года и она до сих пор живёт с матерью. Киоко работает гидом на автобусных маршрутах по Токио и является младшей из четверых детей матери, рождённых от разных мужчин. Её сестра Мицуко несчастлива в браке. Брат  — слабовольный пьяница, живущий за счёт матери. Ещё одна сестра Нуи сожительствует с неприятным типом, который в то же время пытается свататься к Киоко. По мере развития сюжета, Киоко всё более разочаровывается в её несовершенных брате и сёстрах от их постоянных ссор, попрошайничества и жалости к самим себе. Киоко пытается оставить семью и жить самостоятельно. Найдя на окраине города съёмную квартиру Киоко знакомится с живущим по соседству Сюдзо, к которому испытывает романтические чувства.

## В ролях
- Хидэко Такаминэ — Киоко
- Мицуко Миура — Мицуко
- Кёко Кагава — Цубоми
- Тиэко Мурата — Нуйко
- Дзюн Нэгами — Сюдзо
- Эйтаро Одзава — Цунакити (в титрах — Сакаэ Одзава)
- Кумэко Урабэ — Осэй
- Тиэко Накакита — Рицу Тагами
- Хисако Такихана — Томэ Сугияма
- Кэндзабуро Уэмура — Рюдзо
- Осаму Маруяма — Касукэ

## Премьеры
- — национальная премьера фильма состоялась 9 октября 1952 года[1].
- — впервые показан российскому зрителю 9 мая 2001 года в рамках ретроспективы фильмов Микио Нарусэ в Москве (в зале Сергея Эйзенштейна «Музея Кино»).

В этой ленте выдающегося японского режиссёра Микио Нарусэ, снятой в средний период его кинобиографии, всего лишь всполох на небе, мгновенное просветление уже надвигающихся сумерек сразу заставляет устыдиться Киоко, самую младшую из дочерей, которая ушла после ссоры из дома и заставила плакать свою мать, вынужденную в одиночку поддерживать всю семью после смерти мужа. Удивительно, как моментально светлеет лицо молодой героини Хидэко Такаминэ — и она, только минуту назад говорившая о собственной несчастливой жизни, вдруг преображается, вновь воспарив духом.

## Награды и номинации
Кинопремия «Голубая лента»
- 3-я церемония награждения (за 1952 год)[3]

Выиграны:
- Премия за лучший фильм 1952 года
- премия лучшему режиссёру 1952 года — Микио Нарусэ (ex aequo — «Мать»).
- Премия за лучшее исполнение женской роли второго плана — Тиэко Накакита (ex aequo — «Цветущий холм», реж. Ясуки Тиба).

Кинопремия «Майнити» (1953)
- 7-я церемония награждения (за 1952 год)[4].

- Премия за лучшее исполнение женской роли второго плана — Тиэко Накакита (ex aequo — «Цветущий холм» и «Мать»).
- Премия за лучший саундтрек к фильму — Итиро Сайто.

Премия журнала «Кинэма Дзюмпо» (1953)
- 26-я церемония награждения (за 1952 год)

- Фильм выдвигался на премию «Кинэма Дзюмпо» в номинации за лучший фильм 1952 года, однако по результатам голосования занял 2-е место, уступив фильму Акиры Куросавы «Жить»..